# موکرووووسی
موکرووووسی (به چکی: Mokrovousy) یک منطقهٔ مسکونی در جمهوری چک است که در ناحیه هرادتس کرالووه واقع شده‌است. موکرووووسی ۲۸۲ نفر جمعیت دارد.